# Julianne Nicholson
Pour les articles homonymes, voir Nicholson.
Julianne Nicholson, née le 1er juillet 1971 à Medford, dans le Massachusetts, est une actrice et mannequin américaine.

## Biographie
Elle est née et a grandi à Medford (Massachusetts), non loin de Boston. Elle est la fille de Kate (née Gilday) et James O. Nicholson, Jr,. Elle est l'aînée d'une fratrie de 4 enfants.
Elle a commencé pendant six mois une carrière de mannequin à New York puis a commencé une carrière de comédienne dès 1997, avant de retravailler comme mannequin à Paris pendant six mois. De retour à New York, elle s'inscrit au Hunter College pour deux ans mais abandonne définitivement ses études pour se consacrer à une carrière de comédienne.

## Vie privée
En 2004, elle épouse l'acteur britannique Jonathan Cake en Italie. Ils se sont rencontrés sur le tournage de Marriage, un épisode pilote pour HBO jamais diffusé.
Ils ont un fils né en septembre 2007, Ignatius, et une fille née le 30 avril 2009, Phoebe Margaret.

## Filmographie

### Cinéma
- 1997 : Long Time Since de Jay Anania
- 1998 : Harvest de Stuart Burkin : Lou Yates
- 1998 : Contre-jour (One True Thing) de Carl Franklin : Étudiante de l’université
- 1999 : Destinataire inconnu (The Love Letter) de Peter Chan : Jennifer
- 1999 : Curtain Call de Peter Yates : Sandra Hewson
- 2000 : Hero (court métrage) de Mark Bamford : jeune femme allemande
- 2000 : Dead Dog de Christopher Goode : Charity
- 2000 : D'un rêve à l'autre (Passion of Mind) d'Alain Berliner : Kim
- 2000 : Godass d'Esther Bell : Nancy
- 2000 : What Happened to Tully de Hilary Birmingham : Ella Smalley
- 2002 : Speakeasy de Brendan Murphy : Rebecca
- 2002 : Autour de Lucy (I'm with Lucy) de Jon Sherman : Jo
- 2004 : Seeing Other People de Wallace Wolodarsky : Alice
- 2004 : Les Ex de mon mec (Little Black Book) de Nick Hurran : Joyce Adams
- 2004 : Dr Kinsey (Kinsey) de Bill Condon : Alice Martin
- 2005 : Two Weeks de Steve Stockman : Emily Bergman
- 2005 : Seagull de Louis Nader : Julianne
- 2005 : Her Name is Carla de Jay Anania : Carla
- 2006 : Flannel Pajamas de Jeff Lipsky : Nicole Reilly
- 2006 : Puccini et moi (Puccini For Beginners) de Maria Maggenti : Samantha
- 2009 : Brief Interviews with Hideous Men de John Krasinski : Sara Quinn
- 2009 : Little New York (Staten Island) de James DeMonaco : Mary Halverson
- 2012 : Keep the Lights On d'Ira Sachs : Claire
- 2013 : Un été à Osage County (August: Osage County) de John Wells : Ivy Weston
- 2015 : Ten Thousand Saints de Shari Springer Berman et Robert Pulcini : Harriet
- 2015 : Strictly Criminal (Black Mass) de Scott Cooper : Marianne Connolly
- 2016 : Sophie and the Rising Sun de Maggie Greenwald : Sophie Willis
- 2016 : From Nowhere de Matthew Newton : Jackie
- 2017 : Novitiate de Margaret Betts : Nora Harris
- 2017 : Moi, Tonya (I, Tonya) de Craig Gillespie : Diane Rawlinson
- 2017 : Weightless de Jaron Albertin : Janeece
- 2019 : Iniciales S.G. de Rania Attieh et Daniel Garcia : Jane
- 2019 : Monos d'Alejandro Landes : le docteur
- 2019 : Togo d'Ericson Core : Constance Seppala
- 2022 : Blonde d'Andrew Dominik : Gladys Pearl Baker
- 2022 : Weird: The Al Yankovic Story d'Eric Appel : Mary Yankovic
- 2023 : Dream Scenario de Kristoffer Borgli : Janet
- 2025 : The Amateur de James Hawes : Samantha O'Brien

### Télévision
- 1997 : Une sacrée vie (Nothing Sacred) : Cara
- 1998 : Dellaventura : Carol Dakin
- 1998 : New York Undercover : Daisy
- 1999 : La Tempête du siècle (Storm of the Century) : Cat Withers
- 2000 : Les Médiums (The Others) : Marian Kitt (13 épisodes)
- 2001 : New York, police judiciaire (Law and Order) : Jessie Lucas
- 2001-2002 : Ally McBeal : Jenny Shaw (13 épisodes)
- 2002 : Hôpital San Francisco (Presidio Med) : Dr Jules Keating
- 2004 : Urgences (ER) : Jordan
- 2006 : The Water Is Wide (téléfilm) : Barbara
- 2006 : Conviction : Christina Finn (13 épisodes)
- 2006-2010 : New York, section criminelle (Law & Order: Criminal Intent) : Megan Wheeler (24 épisodes)
- 2011-2013 : Boardwalk Empire : Esther Randolph
- 2011 : Royal Pains : Jess Walsh
- 2012 : The Good Wife : Callie Simko
- 2012 : Covert Affairs : Anna Lise Pound
- 2013-2014 : Masters of Sex : Dr Lilian DePaul (12 épisodes)
- 2014-2015 : The Red Road : Jean Jensen (12 épisodes)
- 2016 : Eyewitness : Helen Torrance (10 épisodes)
- 2017 : Law and Order True Crime : Jill Lansing (5 épisodes)
- 2020 : The Outsider : Glory Maitland (9 épisodes)
- 2021 : Mare of Easttown (mini-série) : Lori Ross  (7 épisodes)
- 2025 : Paradise : Samantha "Sinatra" Redmond (8 épisodes)

## Distinctions

### Récompenses
- 2021 : Primetime Emmy Awards : meilleure actrice dans un second rôle dans une mini-série ou un téléfilm pour Mare of Easttown

### Nominations
- 2003 : Independent Spirit Award : meilleur second rôle féminin pour le rôle de Ella Smalley dans What Happened to Tully